# 莱茵-埃尔夫特县
莱茵-埃尔夫特县（Rhein-Erft-Kreis）是德国北莱茵-威斯特法伦州西部的一个县，隶属于科隆行政区，首府贝格海姆。

## 地理
莱茵-埃尔夫特县北面与诺伊斯莱茵县，东面与科隆市，南面与莱茵-锡格县和奥伊斯基兴县，西面与迪伦县相邻。